# Елютин, Андрей Фёдорович
Андре́й Фёдорович Елю́тин (1902, Каменка, Сергачский уезд, Нижегородская губерния — 1978, Загорск, Московская область) — деятель советского высшего образования, директор и ректор нескольких высших учебных заведений.

## Биография
Родился в августе 1902 года в деревне Каменке Сергачского уезда Нижегородской губернии. В 1904 году отец Елютина был призван в Русскую императорскую армию и в том же году погиб на Русско-японской войне. Мать с новорождённым сыном оказались без средств к существованию, ей пришлось батрачить, а сам Андрей с детства работал у своих дядьёв — в частности, помогал им в изготовлении кирпичей. С сентября 1909 по май 1914 года Елютин учился в четырёхклассной школе Министерства народного просвещения в селе Старая Берёзовка. После окончания школы поступил на работу в железнодорожные мастерские Московско-Казанской железной дороги — работал сперва каменщиком, затем помощником слесаря. С декабря 1916 года — десятник лесного склада при станции «Сергач», одновременно учился на общеобразовательных курсах уездного земства.
После Октябрьской революции, в январе 1918 года был избран членом президиума и секретарём Сергачского волостного совета и председателем волостного комитета бедноты. В 1919 году вступил в Коммунистическую партию, и в последующие несколько лет занимал самые разные должности: был членом коллегии уездной уголовно-следственной комиссии, ответственным секретарём уездных и исполнительных комитетов Нижегородской губернии, заведовал финансовым отделом. Затем преподавал политическую экономию, диалектический материализм и ленинизм в различных средних учебных заведениях. В октябре 1925 года поступил в Коммунистический университет имени Свердлова в Москве, однако в 1928 году ему пришлось прервать учёбу из-за болезни. В июне 1928 года был назначен заведующим Коломенским окружным отделом народного образования, в декабре 1930 года — директором и преподавателем ленинизма педагогического техникума в Загорске, одновременно преподавал на педагогических курсах повышения квалификации учителей. В 1935 году окончил Загорского педагогического техникума.
В феврале 1935 года назначен заместителем заведующего Калининского областного отдела народного образования. С 4 апреля 1937 года — директор Калининского государственного педагогического института, одновременно — преподаватель на кафедре марксизма-ленинизма. С мая 1939 года — директор, а с 1941 года — ректор Свердловского государственного педагогического института. С августа 1944 по июль 1949 года — директор Курского государственного педагогического института. С сентября 1949 года — старший преподаватель кафедры основ марксизма-ленинизма в Загорском учительском институте, с сентября 1951 года — в Загорском педагогическом институте. В 1954 годы защитил кандидатскую диссертацию на тему «Борьба Коммунистической партии Советского Союза за партийность философии». С мая 1959 года — преподаватель, а с 1964 года — доцент Московского государственного заочного педагогического института. В ноябре 1965 года вышел на пенсию. В октябре 1966 года переехал в Загорск, где преподавал в Вечернем университете марксизма-ленинизма. Умер в 1978 году.

## Награды
Был награждён несколькими орденами и медалями, в том числе:
- орденом Трудового Красного Знамени
- орденом «Знак Почёта»
- медалью «За доблестный труд в Великой Отечественной войне 1941—1945 годов»
- медалью «За доблестный труд в ознаменование 100-летия со дня рождения В. И. Ленина»
- медалью «Тридцать лет победы в Великой Отечественной войне 1941—1945 годов»